# ナナセ
ナナセは、日本の女性ケータイ小説家。宮城県出身。血液型はA型。また、主婦でもある。

## 人物
- 趣味は麻雀・漫画・映画・ビリヤード・ショッピング。
- 好きな洋服のブランドはL'EST ROSE・LAISSE PASSE・me・BE RADIANCE・fita fita。
- 性格はおだやか。几帳面。仕事以外は、マイペース[1]。

## 作品

### 書籍化作品
- 片翼の瞳 全3巻（メディアワークス、2007年、魔法のiらんど文庫）
- 片翼の瞳 上下巻（メディアワークス、2007年）
- Six Days（主婦の友社、2008年8月）
- 賭けた恋 上下巻（メディアワークス、2008年10月）
- Dependence　上下巻（メディアワークス、2009年）